# Exechiopsis pseudopulchella
Exechiopsis pseudopulchella är en tvåvingeart som först beskrevs av Lundstrom 1912.  Exechiopsis pseudopulchella ingår i släktet Exechiopsis och familjen svampmyggor. Arten är reproducerande i Sverige. Inga underarter finns listade i Catalogue of Life.